# 多亞拉
多亞拉（日语： DOALA */?）是日本職棒中日龍的吉祥物，以無尾熊為原型的角色。棒球背號為1994。是因為1994年開始活動，以球隊吉祥物之姿登場於中日龍各個比賽。相較於中日龍其他的吉祥物小龍與寶龍，兩位搭檔因為身形渾圓、手腳不靈活，因此DOALA以後空翻的絕技作為演出上的互補。
名古屋與無尾熊的關係深遠，是由於1984年（昭和59年）無尾熊首次來到日本，並選定名古屋市（因為和雪梨的關係為友好城市）定居。在那之後，無尾熊成為了東山動植物園的人氣明星。
中日龍與無尾熊的淵源可追朔至1987年，當時球隊的風衣的徽章圖案即為無尾熊；全壘打之後的玩偶也以無尾熊作為設計（最初的這個玩偶就以ドアラ/DOALA稱呼）。這份人氣影響了日後，並於1994年首次登場。也就是現在所見的吉祥物DOALA。

## 外貌・特徵
DOALA在中日龍吉祥物裡，負責的是特技表演。性別為男性，年齡為「可以喝酒精飲料」的歲數，但可否參與選舉則不清楚。身高為「亞洲的頂點」公分，體重為「存在感非凡」公斤。興趣為讀書，也出版過隨筆文選與漢字教科書等。喜歡的食物為對身體好的食物，但不喜歡酸梅乾。
頭以無尾熊的樣貌作為參考，胴體則為像是人的結實體型，有著像是棒球般大小的藍色球狀尾巴。頭部有著大大的耳朵，其中生長著又白又長的毛髮；臉部的眉毛又粗又濃、尾端下垂，配著又大又圓的雙眼，鼻子也是又大又黑，嘴巴則是一直深不可莫測地笑著。體色為球隊顏色的藍色，只有臉的部分是好似人類肌膚的嫩白膚色。
剛出道時其實長的跟現在完全不一樣，沒有立體的五官、也沒有水潤的雙眸，身材更是豐腴圓潤。是經歷過約兩次的樣貌改變，才成為今日所見的英姿。為此差距甚大的容貌變化，曾被外界質疑過是否有整形？但本人的回覆「是減肥。」
穿著的制服與中日龍球員們的款式設計相同，背號則是出道的年份：1994。球衣有白色與藍色的兩種款式，也是與球員們一樣，依照比賽場合之主場或客場的穿著。鞋子則是又大又厚重的大頭鞋。出席其他活動時，也會依照活動場合，穿上不同的服裝、打扮合宜的造型，例如：聖誕節裝、便利商店店員、或是西裝。穿上西裝時，為了不讓尾巴被褲子悶著而失去活力，會將褲子前後相反穿著，好讓尾巴露出。
與球團簽約為終生制，係指直到無法再行動為止。年薪為麵包，曾經獲得高級版本的土司，反應極為開心；但也有過因為年度表現不佳，續約的合約為打折減薪。
本人雖然說過「是膽小的保守派，雖然話不多但是個禮數周到的人」但實際是可以旁若無人地持續著演出，無論環境情況如何，也都偏好並持續著獨具一格的自我推銷。有時也會使出「靜止藝」，與平日好動的模樣相反，化身成木頭、直挺挺的一動也不動。
在2011年時，由於其他球團的環保意識推廣活動，因此DOALA也跟著響應宣傳，於該比賽場次以「ECO DOALA」之姿登場。那之後偶爾也可以在特別場合看見ECO DOALA的現身。環保版本的DOALA，整身披上代表自然的綠色外皮，但是因為頭太大，因此可以看見後腦勺的拉鍊收口闔不緊；手腕關節以及尾巴也都附著搖曳的綠葉，ECO版本的DOALA更是會時不時地旋轉雙手，強調綠葉的存在。背號命名為ECO DOALA、數字則是2011。

## 球隊內的交際關係
由於吉祥物後輩的シャオロン（Shaolon、小龍）與パオロン（Paolon、寶龍）的登場，他們一隻天藍、一隻粉紅那討喜的色彩，又渾圓又鈍感的萌呆模樣，一度搶盡了DOALA的風采。傳聞彼此互認為競爭對手，在外界眼裡貌似個性不合。不過在今日的良性互動看來，應該是消失無蹤了、或根本不存在。
DOALA也因為後輩的出色表現，有陣子被冷落甚至考慮消失於幕前。但好在師父ゴールデンドアラ（Golden DOALA）遠從故鄉的澳洲前來，以更華麗之姿短暫現身，以更勇猛、更敏捷的矯健身手，教授DOALA特技絕活，引領DOALA重拾人氣。在那之後的DOALA正是今日所見的活躍模樣

## 外部連結
- ドアラ 公式ブログ Powered by LINE（页面存档备份，存于）